# USS Walter C. Wann (DE-412)
USS Walter C. Wann (DE-412) là một tàu hộ tống khu trục lớp John C. Butler từng phục vụ cùng Hải quân Hoa Kỳ trong Chiến tranh Thế giới thứ hai. Nó là chiếc tàu chiến duy nhất của Hải quân Hoa Kỳ được đặt cái tên này, theo tên hạ sĩ quan trợ y Walter Carl Wann, Jr. (1921–1942), người từng phục vụ cùng Sư đoàn 1 Thủy quân Lục chiến, đã tử trận tại Guadalcanal vào ngày 4 tháng 11, 1942 và được truy tặng Huân chương Ngôi sao Bạc. Nó đã phục vụ trong suốt Thế chiến II, được cho ngừng hoạt động sau khi xung đột chấm dứt vào năm 1946, rồi cuối cùng bị bán để tháo dỡ vào năm 1969. Walter C. Wann được tặng thưởng bốn Ngôi sao Chiến trận do thành tích phục vụ trong Thế Chiến II.

## Thiết kế và chế tạo
Lớp John C. Butler được thiết kế nhằm đáp ứng nhu cầu một số lượng lớn nhưng rẻ tiền của một kiểu tàu hộ tống chống tàu ngầm để hộ tống các đoàn tàu vận tải vượt đại dương. Chúng có chiều dài chung 306 foot (93,3 m), mạn tàu rộng 36 foot 10 inch (11,2 m) và mớn nước 13 foot 4 inch (4,1 m), trọng lượng choán nước tiêu chuẩn 1.350 tấn Anh (1.372 t), và lên đến 1.745 tấn Anh (1.773 t) khi đầy tải, với một thủy thủ đoàn bao gồm 14 sĩ quan và 201 thủy thủ. Con tàu được vận hành bởi hai turbine hơi nước hộp số Westinghouse; hơi nước được cung cấp bởi hai nồi hơi "D" Express, tạo ra công suất 12.000 mã lực càng (8.900 kW) và cho phép đạt được tốc độ tối đa 24 hải lý trên giờ (44 km/h; 28 mph). Nó có tầm hoạt động 6.000 hải lý (11.000 km; 6.900 mi) ở tốc độ đường trường 12 hải lý trên giờ (22 km/h; 14 mph).
Dàn vũ khí chính bao gồm hai tháp pháo 5-inch/38 caliber đa dụng nòng đơn, được dẫn đường bởi hệ thống điều khiển hỏa lực Mark 51; vũ khí phòng không gồm hai khẩu đội Bofors 40 mm L/60 nòng đôi và mười khẩu Oerlikon 20 mm nòng đơn cũng được dẫn đường bởi hệ thống Mark 51. Ngoài ba ống phóng ngư lôi 21 inch (533 mm), vũ khí chống ngầm bao gồm hai đường ray thả mìn sâu, tám máy phóng mìn sâu K-gun cùng một dàn súng cối chống ngầm Hedgehog. Con tàu được trang bị sonar kiểu QC, radar dò tìm mặt biển SL và radar dò tìm không trung SA.
Walter C. Wann được đặt lườn tại xưởng tàu của hãng Brown Shipbuilding Co. ở Houston, Texas vào ngày 6 tháng 12, 1943. Nó được hạ thủy vào ngày 19 tháng 1, 1944, được đỡ đầu bởi bà Walter C. Wann, Sr., mẹ của hạ sĩ quan Wann, và được cho nhập biên chế cùng Hải quân Hoa Kỳ vào ngày 2 tháng 5, 1944 dưới quyền chỉ huy của Hạm trưởng, Thiếu tá Hải quân John W. Stedman Jr.

## Lịch sử hoạt động

### Mặt trận Đại Tây Dương
Sau khi hoàn tất việc chạy thử máy huấn luyện tại khu vực Bermuda từ ngày 25 tháng 5 đến ngày 23 tháng 6, 1944, Walter C. Wann được sửa chữa sau chạy thử máy tại Massachusetts từ ngày 24 tháng 6 đến ngày 5 tháng 7, trước khi cùng tàu chị em Abercrombie (DE-343) lên đường đi Hampton Roads. Sau khi đến Norfolk, Virginia vào ngày 7 tháng 7, hai chiếc tàu hộ tống khu trục đã lên đường vào ngày hôm sau, hộ tống bốn tàu chở dầu đi sang Aruba ngoài khơi Venezuela để tiếp nhận xăng dầu từ ngày 13 đến ngày 15 tháng 7, và sau đó tiếp tục hành trình đi đến Cristóbal, Panama vào ngày 17 tháng 7. Họ tách khỏi đoàn tàu chở dầu để phục vụ cùng Tư lệnh Tiền phương biển Panama.
Do tàu ngầm U-boat Đức tăng cường hoạt động tại khu vực Aruba và kênh đào Panama, Walter C. Wann cùng với các tàu chị em Abercrombie và McCoy Reynolds (DE-440) được giao nhiệm vụ tuần tra chống tàu ngầm trong thành phần Đơn vị Đặc nhiệm 05.3.2. Nó cùng McCoy Reynolds lên đường vào ngày 21 tháng 7 để đi sang vịnh Guantánamo, Cuba, và đến xế trưa ngày 22 tháng 7 được lệnh đi đến giúp đỡ một chiếc Martin PBM Mariner gặp tai nạn ở cách khoảng 200 mi (320 km). Họ đã cứu vớt toàn bộ 40 người thuộc đội bay và hành khách, rồi McCoy Reynolds chuẩn bị kéo chiếc thủy phi cơ quay trở về cảng, nhưng được chiếc SC-1281 vừa mới đến thay thế.
Sau khi đưa những người được cứu vớt lên bờ tại Kingston, Jamaica, Walter C. Wann hộ tống hai tàu buôn đi đến vùng kênh đào, đi đến vào chiều tối ngày 25 tháng 7. Nó băng qua kênh đào vào ngày hôm sau, và trình diện để phục vụ cùng Hạm đội Thái Bình Dương từ ngày 27 tháng 7.

### Mặt trận Thái Bình Dương
Cùng với các tàu chị em Le Ray Wilson (DE-414) và McCoy Reynolds, Walter C. Wann khởi hành từ Balboa vào ngày 29 tháng 7 để hướng sang vùng bờ biển California, đi đến San Diego vào ngày 6 tháng 8. Con tàu được đại tu máy móc, trang bị turbine hơi nước áp lực cao từ ngày 7 tháng 8 đến ngày 4 tháng 9, rồi lên đường vào ngày 5 tháng 9 để hướng sang quần đảo Hawaii, đi đến Trân Châu Cảng vào ngày 11 tháng 9.

#### Trận hải chiến vịnh Leyte
Sau khi tiếp tục thực hành huấn luyện tại vùng biển Hawaii, Walter C. Wann gia nhập Đội đặc nhiệm 77.4, lực lượng tàu sân bay hộ tống dưới quyền Chuẩn đô đốc Thomas L. Sprague, và lên đường vào ngày 12 tháng 10 để hỗ trợ cho cuộc đổ bộ lên Leyte, Philippines. Con tàu được phân về Đơn vị Đặc nhiệm 77.4.2, được biết đến qua mã gọi vô tuyến Taffy 2, là đơn vị được bố trí về phía Đông vịnh Leyte, và có nhiệm vụ hỗ trợ cho hoạt động tác chiến của lực lượng đổ bộ và tuần tra chiến đấu trên không (CAP) bảo vệ cho Lực lượng Đặc nhiệm 77.
Ngoài khơi đảo Samar vào sáng ngày 25 tháng 10, trong khuôn khổ Trận chiến ngoài khơi Samar, Taffy 3 (Đơn vị Đặc nhiệm 77.4.3) bất ngờ bị tấn công bởi một lực lượng thiết giáp hạm và tàu tuần dương hạng nặng thuộc Lực lượng Trung tâm Nhật Bản dưới quyền Phó đô đốc Kurita Takeo. Walter C. Wann hình thành nên vòng đai bảo vệ cho Taffy 2, dưới quyền Chuẩn đô đốc Felix Stump, trong khi các tàu sân bay của đơn vị tung ra mọi máy bay sẵn có đến trợ giúp cho Taffy 3, vốn trong tình trạng rất nguy cấp. Đạn pháo đối phương bắt đầu vây quanh các tàu chiến của Taffy 2 lúc khoảng 09 giờ 20 phút, khi đối phương bất ngờ rút lui khi sắp đến được mục tiêu là những tàu bè đổ bộ đang tập trung tại vịnh Leyte.
Rút lui về khu vực quần đảo Admiralty, Walter C. Wann thả neo tại Seeadler Harbor thuộc đảo Manus vào ngày 3 tháng 11. Một tai nạn xảy ra vào ngày 10 tháng 11, khi chiếc tàu chở đạn Mount Hood (AE-11) phát nổ, gây hư hại cho nhiều tàu bè trong cảng và tổn thất nhân mạng lớn. Walter C. Wann, lúc đó đang neo đậu cách khoảng 2.000 yd (1.800 m), hứng một cơn mưa mảnh đạn do vụ nổ, nhưng may mắn chỉ hư hại nhẹ và không có ai chịu thương vong hay bị thương tích. Nó lên đường vào ngày 27 tháng 11 để hộ tống Đội vận chuyển 10 đi sang mũi Gloucester, New Britain, đi đến vịnh Borgen vào ngày 28 tháng 11, rồi quay trở lại Manus vào ngày 30 tháng 11. Con tàu được bổ sung thiết bị liên lạc vô tuyến, cho phép nó hoạt động trong vai trò tàu chỉ huy đổ bộ, chuẩn bị cho cuộc đổ bộ tiếp theo lên vịnh Lingayen, Luzon.

#### Trận Luzon
Vào ngày 27 tháng 12, Walter C. Wann lên đường trong thành phần Đơn vị Đặc nhiệm 79.11.3 để hộ tống cho các đội đặc nhiệm 79.5 và 79.6. Đến ngày 2 tháng 1, 1945 nó di chuyển ở cuối đội hình Đội đặc nhiệm 78.5 và băng qua eo biển Surigao để tiến vào vào biển Mindanao vào ngày 5 tháng 1, rồi đi vào biển Sulu vào ngày hôm sau. Đang khi hạm đội Hoa Kỳ di chuyển trong eo biển Mindoro vào ngày 7 tháng 1, hai máy bay tiêm kích Lục quân Nakajima Ki-43 "Oscar" đã tấn công đoàn tàu vận tải phía đuôi Walter C. Wann lúc 18 giờ 22 phút. Một chiếc đã ném một quả bom trước khi bị hỏa lực phòng không từ một tàu đổ bộ LST bắn rơi; chiếc còn lại nhắm thẳng vào Walter C. Wann, nhưng bị hỏa lực phòng không đánh đuổi.
Đi đến vịnh Lingayen vào ngày 9 tháng 1, Walter C. Wann hoạt động như tàu kiểm soát đổ bộ phía trước đội hình Đội đặc nhiệm 79.6 và thả neo ngoài khơi bãi đổ bộ lúc 07 giờ 37 phút. Nó hoạt động phòng không chống trả những đợt tấn công của máy bay Kamikaze đối phương, nhưng cũng không ngăn được một máy bay tự sát đâm trúng tàu tuần dương hạng nhẹ Columbia (CL-56) ở khoảng 1.500 yd (1.400 m) phía trước nó. Một máy bay khác tìm các đâm bổ vào thiết giáp hạm Pennsylvania (BB-38) ở phía bên mạn phải chiếc tàu khu trục hộ tống, nhưng bị hỏa lực phòng không đánh đuổi và bị hư hại nặng. Đến 15 giờ 30 phút, nó áp sát gần bờ thêm 1.800 yd (1.600 m) và thả neo ngoài khơi thị trấn Lingayen, cho đến khi được tách khỏi nhiệm vụ tàu kiểm soát. Nó rút lui để gia nhập cùng Đơn vị Đặc nhiệm 79.14.1 và lên đường quay trở lại vịnh Leyte.
Đơn vị Đặc nhiệm 79.14.1 là những tàu chiến bị hư hại bởi các cuộc tấn công Kimikaze đối phương, bao gồm Columbia, các tàu tuần dương hạng nặng Louisville (CA-28) và HMAS Australia (D84) của Hải quân Hoàng gia Australia, cùng các tàu vận tải và tàu đổ bộ khác. Họ bị một máy bay đối phương đơn độc tấn công vào ngày 10 tháng 1, nhưng hỏa lực phòng không đã đánh đuổi đối phương. Hai ngày sau đó Walter C. Wann cùng với tàu khu trục Jenkins (DD-447) tháp tùng bảo vệ cho tàu sân bay hộ tống Kadashan Bay (CVE-76) đi vào cảng trong vịnh San Pedro, Leyte, và thả neo tại đây lúc 19 giờ 57 phút ngày 12 tháng 1. Nó phục vụ tuần tra chống tàu ngầm tại vịnh San Pedro trong ngày 14 tháng 1 và quay trở lại nơi neo đậu vào ngày hôm sau để được tiếp liệu.

#### Trận Okinawa
Sau giai đoạn hoạt động tại chỗ và hộ tống các đoàn tàu vận tải đi lại giữa các vùng biển New Guinea và Philippine, Walter C. Wann lên đường vào ngày 27 tháng 3 để hộ tống một đội đặc nhiệm hướng sang khu vực quần đảo Ryūkyū. Khi đi đến ngoài khơi Okinawa vào đúng ngày đổ bộ 1 tháng 4, mở màn cho Trận Okinawa, đơn vị đặc nhiệm của nó được bố trí vai trò tuần tra bảo vệ. Lúc 06 giờ 03 phút, nó bắn cháy một máy bay "Oscar" đối phương, nhưng đối thủ cơ động né tránh và bay thoát đi. Đến chiều tối, nó cùng đơn vị đặc nhiệm rút lui ra phía biển để phòng thủ, rồi tiếp tục tuần tra phòng không và chống tàu ngầm để bảo vệ cho các tàu vận tải. Trong suốt một tuần tiếp theo, con tàu làm nhiệm vụ bảo vệ, và chứng kiến nhiều đợt tấn công tự sát gây tổn thất đáng kể cho lực lượng hộ tống và hỗ trợ hỏa lực.
Vào ngày 12 tháng 4, đối phương tung ra một đợt không kích tự sát quy mô lớn kéo dài từ 13 giờ 09 phút cho đến 17 giờ 20 phút. Lúc 14 giờ 18 phút một máy bay ném bom bổ nhào Aichi D3A "Val" đã tìm cách đâm xuống Walter C. Wann từ bên mạn phải. Sau khi bị hỏa lực phòng không bắn trúng ở khoảng cách 500 thước Anh (460 m), đối thủ bắt đầu loạng choạng rồi băng ngang con tàu trước khi đâm xuống nước cách mũi con tàu 20 ft (6,1 m) bên mạn trái. Đến 15 giờ 00, một chiếc "Val" thứ hai lại tiếp cận con tàu và bị hỏa lực phòng không bắn cháy trước khi bị hai máy bay tiêm kích làm nhiệm vụ tuần tra chiến đấu trên không (CAP: Combat Air Patrol) bắn rơi.
Sau khi hoạt động tuần tra ngoài khơi Okinawa cho đến ngày 14 tháng 4, Walter C. Wann tháp tùng các thiết giáp hạm Nevada (BB-36) và Maryland (BB-46) cùng tàu tuần dương hạng nặng Pensacola (CA-24) rút lui về Guam trong thành phần Đơn vị Đặc nhiệm 51.29.14, hộ tống một đoàn các tàu vận tải. Đi đến Apra Harbor, Guam vào ngày 19 tháng 4, nó được sửa chữa những hư hại trọng chiến đấu cho đến ngày 6 tháng 5, rồi chuyển đến Saipan cùng thuộc quần đảo Mariana.
Walter C. Wann sau đó cùng tàu hộ tống khu trục Hemminger (DE-746) và ba tàu săn ngầm hộ tống cho Đơn vị Đặc nhiệm 94.19.18, bao gồm các tàu tấn công đổ bộ, LST, LCI và LSM, quay trở lại khu vực chiến sự, đi đến Okinawa vào ngày 14 tháng 5. Nó tiếp tục đảm nhiệm việc canh phòng tại nhiều trạm tuần tra chung quanh Okinawa, nhiều lần bước vào báo động tác chiến do các đợt không kích của đối phương, nhưng không còn dịp trực tiếp đối đầu với máy bay địch. Cho đến hết tháng 6, nó còn hỗ trợ cho hoạt động tác chiến trên bộ và hộ tống vận tải. Đến ngày 4 tháng 7, nó gia nhập Lực lượng Đặc nhiệm 32 dưới quyền Phó đô đốc Jesse B. Oldendorf để hỗ trợ các hoạt động tại khu vực Ryūkyū cũng như các hoạt động quét mìn trong biển Hoa Đông do Đội đặc nhiệm 39.11 tiến hành. Nó phải cơ động để né tránh bốn cơn bão càn quét qua khu vực trong giai đoạn từ tháng 7 cho đến tháng 10.

#### Phục vụ cùng lực lượng chiếm đóng
Walter C. Wann đang thả neo tại vịnh Buckner, Okinawa khi Nhật Bản chấp nhận đầu hàng vào ngày 15 tháng 8, giúp chấm dứt vĩnh viễn cuộc xung đột. Nó hoạt động huấn luyện tại khu vực Ryūkyū cho đến tháng 9, rồi đi đến Wakayama, Honshu để hỗ trợ cho việc đổ bộ Tập đoàn quân 6 thuộc lực lượng chiếm đóng lên khu vực Osaka-Kyoto-Kobe. Sau đó nó chuyển sang tháp tùng để bảo vệ cho tàu sân bay hộ tống Suwannee (CVE-27) tại khu vực chiếm đóng Hiroshima-Kure. Sau khi hoàn thành nhiệm vụ, nó cùng Đội hộ tống 69 khởi hành từ Yokosuka vào ngày 4 tháng 11 để quay trở về Hoa Kỳ, đi ngang qua Trân Châu Cảng, và về đến San Diego, California.

### 1951 - 1958
Walter C. Wann được cho xuất biên chế vào ngày 31 tháng 5, 1946, và được đưa về Hạm đội Dự bị Thái Bình Dương, neo đậu tại San Diego, California. Cho dù trong thành phần dự bị ngoài biên chế, con tàu tham gia các đợt tập trận dự bị vào tháng 11, 1951, và sau đó được chuyển đến San Diego từ ngày 8 tháng 11, 1951 đến ngày 5 tháng 6, 1956; đến Long Beach, California từ ngày 5 đến ngày 22 tháng 6, 1956; rồi quay trở lại San Diego từ ngày 23 tháng 6, 1956 đến ngày 10 tháng 6, 1958. Nó quay trở lại thành phần dự bị và neo đậu tại Stockton, gần Vallejo, California. Tên nó được cho rút khỏi danh sách Đăng bạ Hải quân vào ngày 30 tháng 6, 1968, và con tàu bị bán cho hãng National Metal and Steel Co. tại Terminal Island, California để tháo dỡ vào tháng 6, 1969.

## Phần thưởng
Walter C. Wann được tặng thưởng bốn Ngôi sao Chiến trận do thành tích phục vụ trong Thế Chiến II.
|                                                       |  |  |
| Bronze star · Bronze star · Bronze star · Bronze star |  |  |

| Dãi băng Hoạt động Tác chiến (truy tặng)                                     | Dãi băng Hoạt động Tác chiến (truy tặng) | Huân chương Chiến dịch Hoa Kỳ        | Huân chương Chiến dịch Hoa Kỳ                  |
| Huân chương Chiến dịch Châu Âu-Châu Phi-Trung Đông với 4 Ngôi sao Chiến trận | Huân chương Chiến thắng Thế Chiến II     | Huân chương Chiến thắng Thế Chiến II | Huân chương Giải phóng Philippine (Philippine) |